# Ung thư lưỡi
Ung thư lưỡi là một trong những loại ung thư thường gặp nhất ở vùng miệng và lưỡi. Ban đầu, bệnh không có biểu hiện rõ ràng nên rất dễ bị xem nhẹ. Ung thư lưỡi là bệnh thường gặp, phát sinh từ sự biến đổi ác tính biểu mô phủ lưỡi hoặc các mô liên kết cấu trúc lưỡi.

## Nguyên nhân
Hầu hết các trường hợp ung thư lưỡi không tìm được nguyên nhân gây bệnh nhưng người ta thấy rằng có một số yếu tố nguy cơ liên quan đến bệnh bao gồm: hút thuốc lá, rượu, nhai trầu, tình trạng vệ sinh răng miệng kém, nhiễm virus HPV, chế độ dinh dưỡng thiếu vitamin A, E, D, sắt, hoa quả.

## Giai đoạn

### Giai đoạn đầu
các triệu chứng thường nghèo nàn hay bị bỏ qua. Người bệnh có cảm giác như có dị vật hoặc xương cá cắm vào lưỡi, rất khó chịu nhưng qua đi nhanh. Ở giai đoạn này lưỡi có một điểm nổi phồng lên với sự thay đổi màu sắc, niêm mạc trắng, xơ hoá hoặc vết loét nhỏ. Tổn thương chắc, rắn, không mềm mại như bình thường. Một số bệnh nhân có hạch cổ ngay ở giai đoạn này.

### Giai đoạn toàn phát
Người bệnh đau nhiều khi ăn uống, đau kéo dài gây khó khăn khi nói. Bệnh nhân có thể sốt do nhiễm trùng, không ăn được nên cơ thể suy sụp rất nhanh.
- Đau: tăng lên khi nói, nhai và nhất là khi ăn thức ăn cay, nóng, đôi khi đau lan lên tai.

- Tăng tiết nước bọt.

- Chảy máu: nhổ ra nước bọt lẫn máu.

- Hơi thở hôi thối: do tổn thương hoại tử gây ra.

- Một số trường hợp gây khít hàm, cố định lưỡi gây khó nói và nuốt

Có ổ loét ở lưỡi, trên ổ loét phủ giả mạc dễ chảy máu, loét phát triển nhanh, lan rộng làm lưỡi hạn chế vận động, không di chuyển được. Thương tổn thường sùi loét, được tạo thành từ một vết loét không đều ở đáy có mủ máu, bờ nham nhở, chảy máu khi va chạm. Đôi khi không có dấu hiệu loét mà là một nhân lớn gắn chặt xuống lớp dưới, nhô lên dưới lớp niêm mạc căng nhẵn, có màu tím nhạt, lớp niêm mạc lỗ rỗ những lỗ nhỏ mà khi ấn vào sẽ làm rỉ ra một chất trắng, sản phẩm của hoại tử ở phía dưới.

### Giai đoạn cuối
Giai đoạn tiến triển hơn, thể loét chiếm ưu thế, loét sâu lan rộng xuống bề mặt hoặc vào mặt dưới của lưỡi xuống sàn miệng gây đau đớn dữ dội, bội nhiễm, có mùi hôi, rất dễ chảy máu thậm chí có thể gây chảy máu nhiều ảnh hưởng đến tính mạng
Đa số các tổn thương u gặp ở bờ tự do của lưỡi, đôi khi gặp ở mặt dưới lưỡi, mặt trên lưỡi hoặc ở đầu lưỡi.

## Điều trị

### Phẫu thuật
Là biện pháp cơ bản nhất điều trị bệnh ung thư lưỡi nhất là ở giai đoạn sớm bằng cách phẫu thuật cắt rộng u, cắt lưỡi bán phần + vết hạch cổ hoặc cắt nửa lưỡi + cắt nửa sàn miệng + cắt xương hàm dưới + vết hạch cổ + tạo hình. Ở giai đoạn sớm có thể điều trị triệt căn bằng phẫu thuật, ở giai đoạn muộn hơn cần phải kết hợp điều trị phẫu thuật, xạ trị và hóa trị nhằm kéo dài thời gian sống và nâng cao chất lượng sống cho người bệnh. Trong một số trường hợp ở giai đoạn muộn khi có chảy máu nhiều tại u phải phẫu thuật thắt động mạch cảnh ngoài để cầm máu.

### Xạ trị
có thể xạ trị đơn thuần trong các trường hợp ung thư lưỡi giai đoạn muộn không còn chỉ định phẫu thuật hoặc xạ trị triệt căn trong trường hợp giai đoạn sớm. Xạ trị cũng có thể dùng sau phẫu thuật nhằm diệt nốt những tế bào ung thư còn sót lại.
Ngoài ra có thể xạ trị tại chỗ (xạ trị áp sát) bằng cách dùng nguồn phóng xạ đặt hoặc cắm vào tổn thương ung thư tại lưỡi nhằm tiêu diệt tổn thương. Trong một số trường hợp ở giai đoạn muộn, tổn thương di căn xương; xạ trị vào vùng tổn thương di căn xương giúp giảm đau.
Với các tổn thương di căn não có thể xạ trị gia tốc toàn não hoặc xạ phẫu bằng dao gamma quay để cải thiện thời gian sống thêm và chất lượng sống.
Ba loại thương tổn ở giai đoạn sớm mà có thể chữa khỏi bằng phẫu thuật hoặc xạ trị:
- Thể nhú sùi: tạo thành thương tổn hình đồng xu, màu ghi hồng, sờ vào thấy mềm và không thâm nhiễm

- Thể nhân: tạo thành một nhân nhỏ cứng, nằm dính dưới niêm mạc, niêm mạc hơi bị đội lên, đôi khi mất nhẵn bóng hoặc vỡ ra

- Thể loét: là một đám loét rất nông khó nhận thấy, giới hạn không rõ, được bao bọc bởi một vùng đỏ xung huyết thương tổn này thường đau và không thâm nhiễm

### Hoá chất
Có thể dùng đường toàn thân hoặc đường động mạch lưỡi, có thể đơn hoá chất hoặc phối hợp đa hoá chất. Hóa chất có thể dùng trước, sau phẫu thuật-xạ trị hoặc hóa chất điều trị triệu chứng.
Điều trị hoá chất trước phẫu thuật hoặc xạ trị nhằm mục đích giảm thể tích khối u, ngăn chặn sự phát triển của khối u, khu trú tổn thương để phẫu thuật và xạ trị thuận lợi hơn. Điều trị hóa chất triệu chứng ở giai đoạn muộn giúp cải thiện thời gian sống thêm, nâng cao chất lượng sống.
Để phòng bệnh ung thư lưỡi ngoài việc vệ sinh răng miệng tốt, cần phải bỏ các thói quen xấu như hút thuốc lá, nhai trầu.
Khi có bất kỳ triệu chứng bất thường nào trên lưỡi, bạn cần đến ngay cơ sở chuyên khoa để được thăm khám và điều trị kịp thời.

## Răng lợi mạn tính
Theo các bác sĩ thuộc Bệnh viện Texas và Trung tâm ung thư Rosswell park, Buffalo, Hoa Kỳ, nam giới mắc bệnh lý răng lợi mạn tính làm tăng nguy cơ ung thư lưỡi dù người đó có hút thuốc lá hay không.
Nghiên cứu so sánh 51 bệnh nhân nam ung thư lưỡi và 54 bệnh nhân không bị ung thư lưỡi từ năm 1999-2005. Làm các xét nghiệm chẩn đoán bệnh viêm quanh răng trong đó quan trọng nhất là chụp phim hàm răng cận cảnh (phim Panorama) nhằm phát hiện các xương ổ răng mất vôi (hiện tượng tiêu xương), đặc trưng trong viêm quanh lợi răng thì thấy những bệnh nhân ung thư lưỡi có hiện tượng tiêu xương ổ răng nhiều hơn hẳn những người bình thường. Trung bình ổ tiêu xương kích thước 4,21mm ở bệnh nhân ung thư lưỡi và 2,74mm ở nhóm còn lại.
Sau khi loại bỏ các yếu tố nhiễu như tuổi, hút thuốc, số lượng răng, họ đã chỉ ra rằng: cứ 1mm tiêu xương ổ răng làm tăng 5,23 lần nguy cơ mắc ung thư lưỡi.
Theo các nhà nghiên cứu, việc phát sinh ung thư có thể do các vi khuẩn trực tiếp làm thay đổi gen tế bào hoặc gián tiếp thông qua quá trình viêm.